# Aeroporto Internazionale Tribhuvan
L'aeroporto Internazionale Tribhuvan (nepalese: त्रिभुवन अन्तर्राष्ट्रिय विमानस्थल) (IATA: KTM, ICAO: VNKT) è un aeroporto internazionale situato a Katmandu, Bagmati, Nepal. È dotato di un'unica pista, un terminal nazionale e uno internazionale. Come principale aeroporto del paese, collega il Nepal a oltre 40 destinazioni in 17 Paesi.
L'aeroporto è un hub per due compagnie aeree internazionali, la compagnia di bandiera Nepal Airlines e Himalaya Airlines, oltre a diversi vettori nazionali. L'aeroporto è considerato un punto di partenza per i turisti internazionali del Monte Everest, con diversi voli giornalieri per Lukla. Diverse compagnie aeree offrono anche voli turistici per l'Everest in partenza da Kathmandu.
In caso di forte congestione dal punto di vista del traffico aereo, della nebbia invernale e dell'esaurimento della capacità dei terminal, il governo del Nepal ha promosso l'Aeroporto Internazionale Gautam Buddha e l’Aeroporto Internazionale di Pokhara come aeroporti alternativi.

## Storia
L'aeroporto era originariamente chiamato Gauchaur Airport, dal nome della zona di Katmandu in cui era situato. In nepalese, "Gauchaur" si riferisce a un luogo dove pascolano le mucche. L'inizio formale dell'aviazione in Nepal avvenne nel 1949, con l'atterraggio di un Beechcraft Bonanza che trasportava l'ambasciatore indiano.
Il primo volo a Gauchaur è stato effettuato il 23 aprile 1949.
Il primo volo charter ha avuto luogo tra Gauchaur e Calcutta, con un Dakota della Himalayan Aviation, il 20 febbraio 1950.
Lo stesso giorno, un Dakota DC-3 immatricolato in India ha inaugurato i servizi di linea, collegando Kathmandu a Patna, Kolkata e Delhi.
Nel 1950, il re Tribhuvan si rifugiò presso l'ambasciata indiana nel tentativo di rovesciare la dinastia Rana. Gyanendra Bir Bikram Shah, il nipote di quattro anni di Tribhuvan, fu incoronato nuovo re. Il 10 novembre 1950, due aerei indiani atterrarono all'aeroporto di Gauchaur e trasportarono il giovane re insieme al nonno a Delhi. Dopo l'accordo di Delhi, il regime Rana finì e il 18 febbraio 1951 il re Tribhuvan atterrò all'aeroporto di Gauchaur come monarca, portando le onde della democrazia in Nepal.
Nel 1952 iniziarono i primi voli nazionali di linea per Bhairahawa, Biratnagar, Pokhara e Simara.
Il 15 giugno 1955, l'aeroporto fu inaugurato dal re Mahendra e ribattezzato Tribhuvan Airport in memoria del padre del re. L'aeroporto è stato nuovamente rinominato in Aeroporto Internazionale Tribhuvan nel 1964.
Nel 1957, la pista 16/34, originariamente in erba e lunga 3 700 piedi (1 100 m), fu cementata. Nel 1964 venne abbandonata per la nuova pista 02/20 di 6 600 piedi (2 000 m) estesa poi a 10 000 piedi (3 000 m) con lo sforzo congiunto della Banca asiatica di sviluppo (ADB) e dell'OPEC nel 1975. La pista è stata nuovamente rinforzata nel 1981.
Nel 1961, la Regina Elisabetta II è atterrata con un Dakota per la sua prima visita in Nepal, uno degli arrivi di più alto profilo all'aeroporto.
Nel 1967, l'aeroporto internazionale Tribhuvan ha visto il suo primo aereo a reazione, un Boeing 707 della Lufthansa, e nel 1972, la compagnia di bandiera nepalese, la Royal Nepal Airlines, ha iniziato a operare dall'aeroporto con un Boeing 727. Nello stesso anno, il personale nepalese ha rilevato i servizi di traffico aereo dal personale indiano.
Nel 1985 è stato avviato lo sviluppo dell'edificio del terminal. Nel 1987 è stata completata la costruzione della torre di controllo e della via di rullaggio. Nello stesso anno, l'11 ottobre, il Nepal ha assistito al primo atterraggio in assoluto del Concorde. Nel 1989, la costruzione dell'edificio del terminal è stata completata e il 18 febbraio 1990 il nuovo complesso del TIA è stato ufficialmente inaugurato dal re Birendra Bir Bikram Shah.
Nel 1992, Necon Air, la prima compagnia aerea privata del Nepal, ha iniziato le operazioni nazionali dal TIA con un Hawker Siddeley HS 748.
Nel 1995 sono iniziati i lavori di ampliamento del terminal nazionale.
Nel 1997 sono entrati in funzione il radar di sorveglianza aeroportuale (ASR) e il radar secondario di sorveglianza (SSR). L'installazione di un radar di sorveglianza era stata proposta dal Giappone nel 1994, a seguito dell'incidente del volo Thai Airways International 311 e del volo Pakistan International Airlines 268 nel 1992, che avevano causato la morte di 280 persone, tra cui 17 diplomatici giapponesi di alto livello. Il 9 settembre 1998, il primo ministro Girija Prasad Koirala ha inaugurato ufficialmente i radar.
Nel maggio 2007, Austrian Airlines ha interrotto il volo per Vienna, ultimo collegamento aereo diretto del Nepal con l'Europa. Nel settembre 2013, Turkish Airlines ha lanciato voli diretti da Istanbul a Kathmandu, ristabilendo il collegamento del Nepal con l'Europa continentale.
Nell'agosto 2013, l'unica pista dell'aeroporto ha dovuto essere chiusa per gli aerei a fusoliera larga perché la pista, che era in rovina, non poteva più sopportare il loro peso.
Nel 2016 è stato inaugurato un nuovo terminal nazionale di 6 300 m2, in sostituzione del vecchio di 2 200 m2. La nuova struttura è temporanea ed è costata 119,8 milioni di rupie per ospitare i passeggeri e gli uffici di 15 compagnie aeree locali.
Nel 2020, la pista è stata allungata a 10 990 piedi (3 350 m), la sala partenze è stata ampliata per ospitare altri 1 500 passeggeri, l'area arrivi è stata estesa a un livello inferiore e la sala immigrazione è stata ristrutturata.
Nel 2022, l'aeroporto ha ampliato il suo terminal nazionale, con la nuova sezione dell'edificio utilizzata esclusivamente da Buddha Air.

## Strutture

### Piazzale
Il piazzale internazionale del TIA può ospitare fino a 17 aeromobili, anche se solo tre possono supportare aerei di categoria wide-body. Sul lato orientale dell'aeroporto è presente una baia che può ospitare due aerei a fusoliera larga e due ATR 72 o simili. La baia orientale è utilizzata esclusivamente per parcheggiare gli aerei non operativi. Con il completamento della costruzione dei due piazzali la capacità di parcheggio è aumentata a 17 aerei.
Le piazzole di sosta del terminal nazionale osèitano fino a 35 aeromobili, nonostante la capacità consentita sia di soli 17.

### Pista
L'aeroporto dispone di un'unica pista di 10 990 piedi (3 350 m) con una pendenza dell'1,2% orientata a 02/20. Non è disponibile un sistema di atterraggio strumentale. La pista è realizzata in bitume con una resistenza del PCN 54F/A/W/T. Ha una striscia di sicurezza di 60 metri e un'area di sicurezza di fine pista (RESA) di 240 metri. La pista ha cinque intersezioni con le vie di rullaggio. La via di rullaggio G corre parallela alla pista ma non collega le testate.

### Aiuti all'atterraggio e alla navigazione

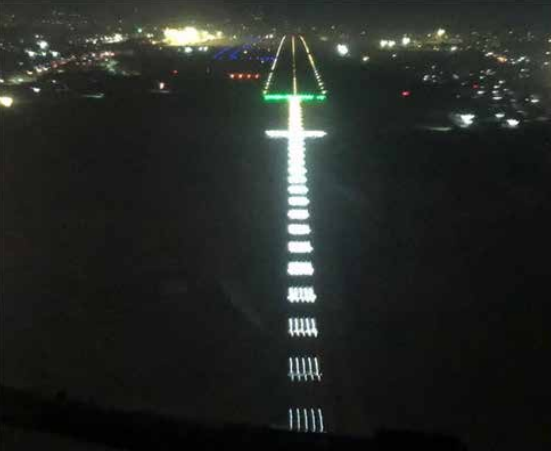
Le luci presenti sulla pista dell'aeroporto servono ad aiutare i piloti durante l'atterraggio o la navigazione.

L'aeroporto di Kathmandu dispone di due sistemi di avvicinamento non di precisione: il sistema VHF a portata omnidirezionale con un'apparecchiatura di misurazione della distanza (VOR/DME) e il sistema di navigazione d'area (RNAV/RNP). A causa del terreno montuoso, i sistemi VOR/DME sono installati a Kathmandu e a Bhattedanda per una migliore comunicazione. All'estremità meridionale dell'aeroporto sono installate luci di mezzeria ad alta intensità da 870 metri (2 850 ft) per facilitare l'avvicinamento, luci di bordo rialzate bidirezionali, luci di testata e di fine pista. Come ausilio all'atterraggio per le due piste 02/20 sono installate luci di precisione del percorso di avvicinamento (PAPI). L'aeroporto non dispone tuttavia di un sistema ILS.

### Terminal
L'aeroporto dispone di due terminal pubblici, uno per il traffico internazionale e uno per il traffico nazionale. Il terminal internazionale può gestire fino a 1 350 passeggeri l'ora, anche se nelle ore di punta ne gestisce 2 200 per soddisfare la crescente domanda di passeggeri.
Il governo nepalese gestisce anche un terminal per gli ospiti VIP, dove vengono accolti gli ospiti di Stato internazionali. È prevista la costruzione di un terminal separato per il trasporto in elicottero.
Il Radisson Hotel Kathmandu gestisce una lounge executive per i passeggeri di prima e business class di diverse compagnie aeree e Thai Airways gestisce una lounge Royal Thai Silk per i suoi passeggeri di business class e per i titolari di carta Star Alliance Gold.
Nell'area partenze sono presenti un negozio duty-free e punti vendita di tè, caffè e dolciumi per i viaggiatori internazionali, tra cui A.B.P. Mart, Karki Multiple Trade e Suppliers. Nell'edificio del terminal sono presenti anche un help desk per i bagagli, una sala per anziani e per madri, servizi bancari e servizi di taxi prepagati per assistere i passeggeri in viaggio. Il terminal nazionale si trova sul lato nord dell'aeroporto ed è accessibile tramite il servizio navetta gratuito dal gate principale. Nel suo edificio temporaneo, il terminal nazionale ha riservato 289 metri quadrati agli uffici delle compagnie aeree, 282 metri quadrati ai ristoranti e 58 metri quadrati alle toilette. Il terminal ha una capacità di 765 passeggeri all'ora.

### Manutenzione degli aerei
Nepal Airlines gestisce un grande hangar tra il terminal internazionale e quello nazionale. È in programma l'ammodernamento e lo spostamento di questa struttura sul lato orientale dell'aerodromo. Buddha Air gestisce un hangar per aerei a fusoliera stretta sul lato orientale dell'aeroporto.

## Incidenti
- 10 maggio 1973: un Douglas DC-8 operato dalla Thai Airways è uscito di pista in fase di atterraggio con 100 passeggeri e 10 membri dell'equipaggio a bordo; c'è stata una vittima.[26]
- 31 luglio 1992: un Airbus A310-300, operante come volo Thai Airways International 311, si è schiantato contro una montagna mentre si avvicinava a Kathmandu, uccidendo tutte le 113 persone a bordo.[27]
- 28 settembre 1992, un Airbus A300 B4-203 operante come volo Pakistan International Airlines 268 si è schiantato mentre si avvicinava a Katmandu, provocando la morte di tutti i 167 a bordo, diventando così il peggior incidente aereo della storia del Nepal.[28]
- 17 gennaio 1995: un de Havilland Canada DHC-6 Twin Otter che operava come volo Royal Nepal Airlines 133 da Katmandu a Rumjatar, ha avuto problemi di decollo all'aeroporto Internazionale Tribhuvan. Il velivolo ha colpito la recinzione perimetrale dell'aeroporto ed è precipitato nei campi. Dei tre membri dell'equipaggio e 21 passeggeri a bordo, in 2 sono rimasti uccisi.[29]
- 7 luglio 1999: il volo Lufthansa Cargo 8533 si è schiantato sulle colline di Champadevi a 7 550 piedi (2 300 m), cinque minuti dopo il decollo da Katmandu, quando avrebbe dovuto trovarsi a un'altitudine di 9 500 piedi (2 900 m). Tutti e cinque i membri dell'equipaggio a bordo rimasero uccisi.[30]
- 5 settembre 1999: il volo Necon Air 128 da Pokhara a Katmandu si è schiantato mentre si avvicinava all'aeroporto Internazionale Tribhuvan. L'aereo è entrato in collisione con una torre di comunicazione della Nepal Telecommunication Corporation e si è schiantato in un'area boschiva a 25 km a ovest di Kathmandu. Tutti i 10 passeggeri e i 5 membri dell'equipaggio sono morti.[31]
- 25 settembre 2011: il volo Buddha Air 103 ha urtato il terreno mentre si avvicinava all'aeroporto Internazionale Tribhuvan. Al momento dell'incidente, il cielo era coperto da nuvole molto basse e i voli stavano operando secondo le regole del volo a vista. L'aereo si trovava nel tratto di base dell'avvicinamento dopo un volo turistico.[32]
- 28 settembre 2012: il volo Sita Air 601 si è schiantato subito dopo il decollo, dopo aver apparentemente colpito un avvoltoio. Sedici passeggeri e tre membri dell'equipaggio sono rimasti uccisi.[33]
- 4 marzo 2015: un Airbus A330-300 operato da Turkish Airlines è uscito di pista dopo un tentativo di atterraggio nella nebbia fitta. Il velivolo era stato in un circuito di attesa per 30 minuti e stava effettuando il secondo tentativo di atterraggio, dopo un precedente interrotto a causa della scarsa visibilità. L'aereo ha sbandato nell'erba soffice causando il cedimento del carrello anteriore e la chiusura temporanea dell'aeroporto a tutti i voli internazionali. Tutti i 227 passeggeri e gli 11 membri dell'equipaggio hanno evacuato l'aereo in sicurezza.[34]
- 12 marzo 2018: il volo US-Bangla Airlines 211, con a bordo 67 passeggeri e 4 membri dell'equipaggio, è uscito di pista in fase di atterraggio e si è schiantato sul lato est dell'aeroporto Internazionale Tribhuvan prima di prendere fuoco. 47 passeggeri e 4 membri dell'equipaggio hanno perso la vita.[35]